# العلاقات البريطانية الكوبية
العلاقات البريطانية الكوبية هي العلاقات الثنائية التي تجمع بين المملكة المتحدة وكوبا.

## مقارنة بين البلدين
هذه مقارنة عامة ومرجعية للدولتين:
| وجه المقارنة                                              | المملكة المتحدة                 | كوبا                              |
| --------------------------------------------------------- | ------------------------------- | --------------------------------- |
| المساحة (كم2)                                             | 242.50 ألف                      | 109.88 ألف                        |
| عدد السكان (نسمة)                                         | 66.02 مليون                     | 11.48 مليون                       |
| الكثافة السكانية (ن./كم²)                                 | 272.25                          | 104.48                            |
| العاصمة                                                   | لندن                            | هافانا                            |
| اللغة الرسمية                                             | لغة إنجليزية، اللغة الويلزية    | اللغة الإسبانية                   |
| العملة                                                    | جنيه إسترليني                   | بيزو كوبي، بيزو كوبي قابل للتحويل |
| الناتج المحلي الإجمالي (بليون دولار)                      | 2.62 تريليون                    | 87.13 مليار                       |
| الناتج المحلي الإجمالي (تعادل القوة الشرائية) بليون دولار | 2.72 تريليون                    |                                   |
| الناتج المحلي الإجمالي الاسمي للفرد دولار أمريكي          | 43.88 ألف                       |                                   |
| الناتج المحلي الإجمالي للفرد دولار أمريكي                 | 40.23 ألف                       |                                   |
| مؤشر التنمية البشرية                                      | 0.907                           | 0.769                             |
| رمز المكالمات الدولي                                      | +44                             | +53                               |
| رمز الإنترنت                                              | .uk، .gb                        | .cu                               |
| المنطقة الزمنية                                           | توقيت غرينيتش، توقيت غرب أوروبا | 00                                |

## مدن متوأمة
في ما يلي قائمة باتفاقيات التوأمة بين مدن بريطانية وكوبية:
- ترتبط غلاسكو مع هافانا باتفاقية توأمة منذ 1985.

## منظمات دولية مشتركة
يشترك البلدان في عضوية مجموعة من المنظمات الدولية، منها:
| علم المنظمة | اسم المنظمة                   | تاريخ انضمام المملكة المتحدة | تاريخ انضمام كوبا |
| ----------- | ----------------------------- | ---------------------------- | ----------------- |
|             | منظمة التجارة العالمية        | 1995                         | ?                 |
|             | الاتحاد الدولي للاتصالات      | 24 فبراير 1871               | 16 يناير 1918     |
|             | المنظمة الهيدروغرافية الدولية | ?                            | ?                 |
|             | منظمة حظر الأسلحة الكيميائية  | ?                            | ?                 |
|             | يونسكو                        | 4 نوفمبر 1946                | 29 أغسطس 1947     |
|             | الأمم المتحدة                 | 24 أكتوبر 1945               | 24 أكتوبر 1945    |
|             | الاتحاد البريدي العالمي       | ?                            | ?                 |
|             | منظمة الشرطة الجنائية الدولية | ?                            | ?                 |

## أعلام
هذه قائمة لبعض الشخصيات التي تربطها علاقات بالبلدين:
- حزقيال كارلوس ستيفنز (نبّال كوبي، 22 أكتوبر 1968 – )
- ليليان لاندور (عقد 1950 – )

## وصلات خارجية
- موقع وزارة الخارجية البريطانية
- موقع وزارة الخارجية الكوبية